# جون بويل أوريلي
جون بويل أوريلي (28 يونيو، 1844- 10 أغسطس، 1890) هو شاعر وصحفي وكاتب وناشط إيرلندي. عندما كان شابًا في إيرلندا، كان عضوًا في الأخوية الجمهورية الإيرلندية، أو حركة الفينيان، التي نُقل بسببها إلى غرب أستراليا. أصبح متحدثًا بارزًا باسم المجتمع والثقافة الإيرلنديين بعد هروبه إلى الولايات المتحدة، وذلك من خلال إدارته لصحيفة ذا بايلوت في بوسطن، ومن خلال كتاباته الغزيرة وجولات محاضراته.
ولد أوريلي في داوث، وانتقل إلى منزل خالته في إنجلترا عندما كان مراهقًا وانخرط في العمل الصحفي، وانضم بعد فترة وجيزة إلى الجيش. غادر الجيش في عام 1863 بعد أن غضب من معاملة الجيش للإيرلنديين، وعاد إلى إيرلندا في العام نفسه. انضم في عام 1864 إلى الأخوية الجمهورية الإيرلندية تحت اسم مستعار وكان جزءًا منها لمدة سنتين حتى اعتقلته السلطات مع عدة آخرين في بدايات عام 1866. حكم عليه بالإعدام بعد محاكمته في العام نفسه، وخففت لاحقًا إلى 20 عام من الأشغال الشاقة. في عام 1867، نقل أوريلي إلى غرب أستراليا وانتقل إلى بلدة بانبيري حيث هرب منها بعد عامين. ساعده في الهرب الأب باتريك مكابي من أرناغان، غاونا، كافان.
انتقل أوريلي بعد هروبه إلى بوسطن وبدأ بمهنة كتابة وعمل صحفي ناجحة نتج عنها أعمال مثل رواية مونداين (1879) ورواية أغاني من البحار الجنوبية (1873)، وقصائد مثل بكاء الحالم والوردة البيضاء وفي بوهيميا. تزوج من ماري مورفي في عام 1872 وأنجبا أربعة أطفال. عانى من مشاكل صحية مختلفة في السنوات الأربعة الأخيرة من حياته، قبل وفاته متأثرًا بجرعة زائدة في منزله الصيفي في هول، ماساتشوستس عام 1890. كان حفل تأبينه الذي أقيم في كنيسة تريمونت حدثًا عامًا كبيرًا.
تم الاحتفاء بأعمال أوريلي الأدبية وعمله في مجال الحقوق المدنية على مر السنين.

## بداية حياته
ولد أوريلي بتاريخ 28 يونيو، 1844 في قلعة داوث لوالده ويليام ديفيد أوريلي (1808-1871) ووالدته إليزا أوريلي (بويلي قبل الزواج) (1815-1868) بالقرب من دروغيدا. كان والده مدير مدرسة. كان الابن الثالث من أصل ستة أطفال. كانت إيرلندا في ذلك الحين جزءًا من المملكة المتحدة وكان العديد من الإيرلنديون يمتعضون بشدة من الحكم البريطاني. كان هناك حركة وطنية قوية. كانت عائلة أوريلي الثرية نسبيًا وطنية للغاية؛ كانت والدته على صلة وثيقة بالقومي جون ألين، الذي لعب دورًا هامًا في انتفاضة روبرت إيميت في عام 1803.
بدأت المجاعة الكبرى بعد عام من ولادة أوريلي، وهو حدث شكل حياة أوريلي ومعتقداته. نجح معظم أفراد عائلة أوريلي المقربين بالنجاة من المجاعة، لكن العديد من زملائه فقدو حياتهم.
تلقى أويلي، ابن مدير المدرسة، تعليمًا جيدًا في طفولته. أصيب شقيقه الأكبر بالسل عندما كان في سن الثالثة عشر من عمره، وأخذ أوريلي مكانه كمتدرب في الجريدة المحلية.

### إنجلترا
انتقل أوريلي في سن الخامسة عشر إلى بريستون، لانكاشير في عام 1859، ليعيش مع عمته كريستينا وعمه جيمس واتكينسون، قبطان بحري، ذلك بعد أن أقنعه عمه أن يعود معه إلى إنجلترا للزيارة. تولى العمل في صحيفة بريستون غارديان المحلية. انضم أوريلي في يونيو عام 1861 إلى مجموعة متطوعي ريفل لانكشير الحادية عشر، التي تلقى معها بعض التدريب العسكري. عند عودته إلى إيرلندا في مارس، 1963، انضم إلى قوات الهوسار العاشرة في دبلن.
بدأ أوريلي عندما كان في الجيش يشهد معاملة واضطهاد مواطنيه في إيرلندا؛ أثرت هذه الأحداث على رأيه في الجيش وإنجلترا وكان لها أثر عاطفي كبير عليه لدرجة أنه صمم على التصرف حيالها.

## الأخوية الجمهورية الإيرلندية

### الأخوية الجمهورية الإيرلندية والاعتقال
انضم أوريلي في عام 1864 إلى الأخوية الجمهورية الإيرلندية، التي كانت تعرف في حينها «بالفينيان»، وهي جمعية سرية من المتمردين الذي كرسوا أنفسهم لانتفاضة مسلحة ضد الحكم البريطاني. وجه طاقاته نحو توظيف المزيد من مجموعة الفينيان في كتيبته، وجلب ما يصل إلى نحو 80 عضوًا جديدًا. قدم نفسه للمتآمرين في كلونميل تحت الاسم المستعار كيلي. ساعد في توظيف الشباب الإيرلنديين والجنود في الأخوية.
اعتقل أوريلي إلى جانب العديد من أعضاء الفينيان في فبراير عام 1866، وتم إرسالهم إلى سجن أربور هيل العسكري. بتاريخ 27 يونيو، 1866 (عشية عيد ميلاده الثاني والعشرين) بدأت محاكمة أوريلي أمام المحكمة العسكرية؛ واتهم بالخيانة. أُدين وحكم عليه بالإعدام، ولكن نظرًا لعمره خففت العقوبة إلى السجن المؤبد، ولاحقًا إلى 20 عامًا مع الأشغال الشاقة.
أمضى منذ ذلك الحين نحو 15 شهرًا في بعض أكثر سجون إنجلترا شهرةً مثل ميلبانك، وبينتونفي ودارتمور. حاول أوريلي خلال هذا الوقت الهروب مرتين لكن ألقي القبض عليه بسرعة ووُضع في الحبس الانفرادي.